# Кирнан Шипка
Кирнан Бренан Шипка (енгл. Kiernan Brennan Shipka; Чикаго, 10. новембар 1999) је америчка глумица. Најпознатија је по својој улози Сали Дрејпер у драмској серији Људи са Менхетна и Сабрине Спелман у серији Сабрина: Језиве пустоловине. Такође се појавила као Б. Д. Хајман у серији Завада и дала је глас Џинори у серији Аватар: Легенда о Кори.

## Детињство и младост
Кирнан Бренан Шипка је рођена у Чикагу, као ћерка Џона Јанг Шипке, програмера некретнина и Ерин Ен Бренан. Кирнанова је од пете године ишла на часове друштвеног плеса. Њена породица преселила се у Лос Анђелес када је имала шест година како би подржала њену глумачку каријеру.